# Велике Мокре
Велике Мокре (рос. Большое Мокрое) — село в Кстовському районі Нижньогородської області Російської Федерації.
Населення становить 1553 особи. Входить до складу муніципального утворення Большемокринська сільрада.

## Історія
Від 2009 року входить до складу муніципального утворення Большемокринська сільрада.

## Населення
| 2002 | 2010  |
| ---- | ----- |
| 1674 | ↘1553 |